# 植物大战僵尸
《植物大战僵尸》是一款塔防游戏，由宝开游戏为Windows、Mac OS X、Xbox 360及iOS系统开发。游戏于2009年5月5日发售。目前在PC上同时有普通版、年度版、Adobe Flash动画缩减版及人人网社区版等多个版本。其续作《植物大战僵尸2》在2013年8月15日登陆iOS系统。
在續作《植物大戰殭屍2》推出滿1周年之後，該系列新作《植物大戰殭屍全明星》於2014年9月17日登陸iOS平台，2014年9月25日登陸Android平台。

## 游戏玩法

植物大战僵尸运行于Android平板电脑上的画面，玩家需要通過放置植物以阻止僵尸靠近房子

游戏与其他塔防游戏类似，玩家要放置一系列拥有攻击或防御功能的植物，来阻止不断到来的僵尸进入小屋吃掉住户的脑子。游戏场景有五个，分别是白天草坪，黑夜草坪，白天游泳池，迷雾游泳池和屋顶。其中草坪和游泳池有日夜和是否有霧之分。白天草坪，黑夜草坪，屋顶被分为五條轨道，而白天游泳池和迷雾游泳池有六条轨道。通常僵尸随机出现在某一条轨道，并沿直线前进。而普通植物也只能攻击或抵御一条轨道上的僵尸。每条轨道末端还有一些一次性攻击设备如割草机，可以清除该条轨道上所有僵尸。
游戏开始只有冒险模式，分别在五个场景进行，每个场景10关。冒险模式即是正统的使用植物阻止僵尸进房的模式，在每关中，僵尸会发动數次大的进攻。玩家透過进行总共50关游戏，解开全部40种绿卡植物。随后解开小游戏模式、解密模式和生存模式。小游戏模式是将许多经典小游戏附加上植物和僵尸的元素，其中有同样由宝开开发的著名解迷游戏《宝石迷阵》与《怪怪水族箱》，不同平台的版本有不同的小遊戲；有两个是植物僵尸遊戲（ZomBotany和ZomBotany 2），即僵尸的头部换成攻击性和防御性的植物。解密模式共18关，分两个系列：一个系列是一次给予一定数量的罐子（Vasebreaker），砸碎罐子随机掉出植物或僵尸，玩家需要不断砸碎罐子，并用掉出的植物阻止掉出的僵尸；第二个系列则让玩家操纵僵尸去吃大脑（I, Zombie），玩家需要用不同策略來用僵屍击败植物，吃掉大腦。生存模式回归正统，共11关，前10关在五个场景中进行，每个场景分为普通和困难两种。在普通模式中，共有5波，每一波僵尸後有重新选择植物的机会，大部份威力强大的僵尸不会出现。而在困难模式中共有10波，每两波才有机会选择植物，难度比正常关卡大。第11关称为“无尽模式（endless）”，即僵尸不会像正统关卡中那样只出现两波，而是会不断出现。不过玩家在每两波僵尸间有一次重新选择植物的机会。为了提高难度，有一种正常关卡没有的特强僵尸将出现，且由第30波开始，僵尸会多得难以应付，但每一关都有可能通過。
此外，玩家可以用收集到的金币来从购物车购买一些强力植物（升级卡植物）和道具。
正统模式的游戏开场，玩家会被要求从40种普通植物，8种升级卡植物（即玩家花游戏金币购买的植物）和模仿者（特殊植物）中选择6种（玩家可以透過花费游戏金币扩展至最高10个）。随后玩家要将植物种植在场地中，每种植物都需花费一定阳光点数（小喷菇和海蘑菇除外），一般初始阳光点为50，玩家需透過采集掉落的阳光或者两种阳光植物（向日葵和陽光菇）的产出来获得阳光。一种植物种植后需经过一段冷却时间后才能再次种植，而游戏中有一种特别的植物“模仿者”可以使玩家同时种植两个同样的植物，分别计算冷却时间。
游戏中的僵尸也并非都赤手空拳，有的僵尸使用铁桶（铁桶僵尸）有的頭帶路障，也有穿著橄欖球護具作为护甲的、铁门（铁栅门僵尸）作为盾牌的，有的使用撑杆跳过植物（撑杆僵尸），有的透過气球协助飞过植物（气球僵尸）。游戏中某些大型僵尸（巨人僵尸，又称伽刚特尔）可以直接砸扁植物。甚至还有形似迈克尔·杰克逊的僵尸（舞王僵尸，后来版本被修改。详见下文）可以召唤从地而起的四只僵尸（伴舞僵尸）（在水中无法召唤）踩着舞步前进。
游戏中还有供玩家收集和出售植物的禅境花园模式，其中，植物金幣花可以透過游戏金币购买，其它种类植物则需要在游戏进行中掉落得到。

## 游戏内容

### 角色
游戏中出现的角色主要分为两类，即植物与僵尸。在多数情况下，僵尸作为进攻方，植物作为防守方。玩家需要栽种各类具备独特攻防效果的农作物，抵抗一连串的僵尸攻击，阻止它们攻入房屋。僵尸各有独特的实力与技能，例如有可以开掘地道的矿工僵尸，使用撑杆跳来越过障碍的撑杆跳僵尸，背负气球的气球僵尸，驾驶制冰车的冰车僵尸，以及表演月球漫步并召唤从属僵尸的舞王僵尸。部分僵尸顶盔戴甲，头戴铁桶头盔或手持铁栅门盾牌，为自己提供保护。植物和僵尸各有自己的优点和弱点，如蘑菇类植物能在夜晚中进行攻击，但是白天会睡觉，要用咖啡豆才能唤醒；带铁器的僵尸铁器能被磁力菇吸走，之后变得无比脆弱。

### 游戏模式

#### 冒险模式
游戏主要模式，共5大关，每大关10小关，合50小关。第一次完成该模式，玩家会获得“庭院无忧”的成就，同时收获大部分植物（少部分紫卡植物需要另外购买）。

#### 迷你游戏
电脑平台上包括植物僵尸（1和2）（Zombotany），坚果保龄球（1和2）（Wall-nut Bowling），老虎机（Slot Machine），雨中种植物（It's Raining Seeds），宝石迷阵（普通和旋转）（Beghouled），隐形食脑者（Invisi-ghoul)，看星星（Seeing Stars），僵尸水族馆（Zombiquarium），小僵尸大麻烦（Big Trouble Little Zombie)，传送门（Portal Combat），看他们像柱子一样（Colume Like You See 'Em)，雪橇区（Bobsled Bonanza），僵尸快跑（Zombie Nimble Zombie Quick），打僵尸（Whack a Zombie），谁笑到最后（Last Stand），跳跳舞会（Pogo Party），僵王博士的复仇（Dr. Zomboss's Revenge）。
此外，主机版拥有额外小游戏重型武器（Heavy Weapons）。

#### 解密模式
解密模式包括罐子破坏者（Vasebreaker）和我是僵尸（I, Zombie）两种系列。

#### 生存模式
在1.0.0.1051英文版中，生存模式拥有三种难度，分别为普通、困难(hard)、无尽(endless)，其中普通与困难的游戏场地有白天草坪、夜晚草坪、白天泳池、夜间泳池（雾夜）、屋顶五大场景，要解锁生存模式的前提是解锁“庭院无忧”成就，玩家需要从白天草坪普通按顺序依次到困难和无尽，且无尽关卡没有终点，但是在107,374,184旗帜后，白天泳池的无尽关卡会发生崩溃。

## 开发
游戏最早被命名为《活死人之园》（Lawn of the Dead），影射僵尸电影《活死人黎明》（Dawn of the Dead）。因法律原因并未采用，在开发期间也诞生了《植物僵尸》（Zom-Botany）和《开花与终结》（Bloom and Doom）等名字，但最后决定命名为《植物大战僵尸》。

## 音樂

### 游戏内音乐[13]
| 音乐名称             | 场景                                                      | 时长  | 创作者          |
| -------------------- | --------------------------------------------------------- | ----- | --------------- |
| Crazy Dave           | 主菜单，与疯狂戴夫对话                                    | 01:45 | Laura Shigihara |
| Choose Your Seeds    | 选卡                                                      | 00:31 | Laura Shigihara |
| Grasswalk            | 前院白天                                                  | 05:00 | Laura Shigihara |
| Loonboon             | X-5（不包含4-5），大部分小游戏（如:坚果保龄球）           | 02:04 | Laura Shigihara |
| Ultimate Battle      | X-10（不包含5-10），部分小游戏（如:你看，他们像柱子一样） | 02:09 | Laura Shigihara |
| Moongrains           | 前院黑夜                                                  | 03:13 | Laura Shigihara |
| Watery Graves        | 泳池白天                                                  | 03:41 | Laura Shigihara |
| Rigor Mormist        | 泳池黑夜                                                  | 03:59 | Laura Shigihara |
| Cerebrawl            | 4-5，解谜模式（花瓶破坏者，我是僵尸）                     | 01:55 | Laura Shigihara |
| Graze the Roof       | 屋顶白天                                                  | 03:48 | Laura Shigihara |
| Zen Garden           | 禅境花园，获得植物                                        | 01:09 | Laura Shigihara |
| Brainiac Maniac      | 5-10，小游戏“僵王博士的复仇”                              | 01:59 | Laura Shigihara |
| Zombies on Your Lawn | 结尾MV                                                    | 02:39 | Laura Shigihara |

### 未使用的音乐
此音乐原计划用于与僵王博士的战斗，因为「激烈」的部分不够长而弃用。
| 音乐名称  | 场景                           | 时长  | 创作者          |
| --------- | ------------------------------ | ----- | --------------- |
| Zombotany | 与僵王博士的战斗（未实际使用） | 01:17 | Laura Shigihara |

## 评价与争议
| 汇总媒体     | 得分  |
| ------------ | ----- |
| GameRankings | 89.5% |
| Metacritic   | 88    |

| 媒体         | 得分      |
| ------------ | --------- |
| 1UP.com      | A-        |
| Edge         | 9/10      |
| Eurogamer    | 9/10      |
| GamePro      | 4.5/5颗星 |
| GameSpot     | 8.5/10    |
| IGN          | 9.0/10    |
| PC Gamer英国 | 90%       |
| Wired        | 9/10      |

本作获得了相当正面的评价。在GameRankings的评分达到89.5%，Metacritic的评分则是88。

### 中國區的爭議
植物大战僵尸的续作植物大战僵尸2在App Store中国区售卖的版本并未像其他大多数软件那样在同一软件中加入多国语言，而是采用了中文语言版本单独售卖的方式，且其中文版关卡难度较原作有所增加，被指是变相促进收费道具销售。后又在中国区推出《植物大战僵尸长城版》，采用免费下载+内购完整版解锁的方式售卖，公司称之为“适应中国盗版与越狱横行的国情”，此亦被指为宝开对中国与海外玩家的区别对待。而宝开未对许多玩家的不满进行回应。本作iOS版参加圣诞促销活动的同样只有英文版，更加重了玩家对宝开不重视中国大陆市场的看法。

### 设计师离职传闻
2017年有报道称，《植物大战僵尸》的主设计师乔治·范因不愿为游戏加入收費系统和登陆移动平台而与EA不合，最终从EA离职。但另有资料显示该设计师并非主动离职，而是2012年受到PopCap大规模裁员的影响。该设计师及其他人士此后也表示他的离职与其想法并无关联。

## 对流行文化的恶搞
本作对一些流行文化元素进行了恶搞加工，其中一些是无意的。
有一类僵尸被称为舞者僵尸（Dancing Zombie），外形与迈克尔·杰克逊在《Thriller》中的形象相似（其中迈克尔·杰克逊饰演一名僵尸王，引领僵尸团队大跳僵尸舞），它会召唤大批后备舞者僵尸。游戏中介绍这种僵尸的图鉴上写道：“舞者僵尸与一切在世或已去世之人士无关。如有雷同纯属巧合（Any resemblance between Dancing Zombie and persons living or dead is merely coincidental）”。
遗憾的是，游戏发售后不到两个月，恰逢迈克尔·杰克逊不幸去世，于是这本无恶意的设计引起了其拥护者和亲友的不满。在接到迈克尔·杰克逊遗产管理方的抗议后，PopCap重新设计了舞者僵尸的形象，该形象用于后续发售的植物大战僵尸年度版及7月更新的iOS版中。有人认为新形象的设计来源于已故著名歌手猫王，但新形象的设计实际上是致敬了中的角色迪斯科·斯图，两者拥有相似的镶金框墨镜、大金链及装了宠物金鱼的高底鞋。
游戏中的恶搞包括：
- “All your brainz r belong to us”（你所有的脑子都是属于我的），影射“All your base are belong to us”，一个西方游戏界著名的日式英语笑话
- “Dead Zeppelin”（死亡飞艇），影射乐队齐柏林飞船（Led Zeppelin）
- “Big Trouble Little Zombie”（小僵尸大麻烦），影射动作喜剧电影《妖魔大闹唐人街》（Big Trouble in Little China）
- “Ace of Vase”（罐子王牌），影射乐队Ace of Base
- “Scary Potter”（胆怯的制陶工），影射《哈利·波特》（Harry Potter）系列
- “Portal Combat”（保护传送门），影射街机格斗游戏 《真人快打》（Mortal Kombat）与电脑游戏《傳送門》（Portal）
- “I, Zombie”（我是僵尸），影射小说及电影《我，机器人》（I, Robot）
- “A huge wave of zombies is approaching”（一大波僵尸正在靠近）為影射著名電玩遊戲《太空戰鬥機（英语：Darius_(video_game)）》（Darius）系列的著名名句：“A huge battleship is approaching fast”
- 游戏最早被命名为“《活死人之园》”（Lawn of the Dead），影射僵尸电影《活死人黎明》（Dawn of the Dead）。